# Manfred Horvath (Radsportler)
Manfred Horvath (* 1960 in Sollenau; † nach 1979) war ein österreichischer Radrennfahrer.
Im Juni 1978 hatte Horvath an der Straßen-Weltmeisterschaften der Junioren in Washington teilgenommen, landete aber auf einem hinteren Platz. 1979 wurde Manfred Horvath österreichischer Staatsmeister im Straßenrennen. Das Rennen fand unter schlechten Wetterbedingungen statt: Sturm, Regen und Hagel. Von 97 Startern kamen nur 21 ins Ziel; viele etablierte Fahrer hatten aufgegeben. Der Sieg von Horvath, der gemeinsam mit einer Ausreißergruppe von Nachwuchsfahrern ins Ziel gelangte, galt als eine große Überraschung. Horvath war zum Zeitpunkt des Sieges erst 19 Jahre alt. In der Folgezeit konnte er diese Leistung bei weiteren Rennen nicht bestätigen.
Wenige Jahre nach seinem Titelgewinn bei den Österreichischen Meisterschaften starb Horvath an einem Herzinfarkt.